# Cagaiã de Ouro
Cagaiã de Ouro (Cagayan de Oro) é um cidade da província de Mindanao Setentrional, nas Filipinas. De acordo com o censo de 1 maio  de  2020 possui uma população de 728 402 pessoas e 190 225 domicílios.